# TFF Lig B 2006/07
Die TFF Lig B 2006/07 war die 36. Spielzeit der dritthöchsten türkischen Spielklasse im professionellen Männer-Fußball. Sie wurde am 13. August 2006 mit dem 1. Spieltag der Qualifikationsrunde begonnen und am 26. Mai 2007 mit dem Playoff-Finale abgeschlossen.

## Austragungsmodus
In der Saison 2006/07 wurde die dritthöchste Spielklasse im Wesentlichen wie in der Vorsaison in drei Etappen ausgetragen. In der 1. Etappe wurde die Liga in eine Qualifikationsrunde (türkisch Kademe Grupları) in fünf Gruppen mit jeweils zehn Mannschaften mit Hin- und Rückspielen gespielt. Nach dem Ende der 1. Etappe wurden die ersten zwei Mannschaften aus allen Gruppen in eine gemeinsame Gruppe, der Aufstiegsrunde (türkisch Yükselme Grubu), aufgenommen, und spielten hier um den Aufstieg in die Lig A. Die restlichen Teams in den fünf Gruppen der Qualifikationsrunde spielten in unveränderter Gruppenkonstellation nun in einer Abstiegsrunde (türkisch Düşme Grupları) gegen den Abstieg in die TFF 3. Lig. Sowohl die Aufstiegsrunde als auch die Abstiegsrunde stellten dabei die 2. Etappe dar und wurden mit Hin- und Rückspiel gespielt. Die Mannschaften auf den ersten zwei Plätzen der Aufstiegsrunde stiegen direkt in die Lig A auf und die letzten zwei Mannschaften aller Gruppen der Abstiegsrunde stiegen in die TFF 3. Lig ab. Während die Punkte aus der Qualifikationsrunde nicht in die Aufstiegsrunde mitgenommen wurden, wurden sie in die Abstiegsrunde unverändert mitgezählt. Die 3. Etappe wurde wieder in Form einer Play-off-Runde durchgeführt. Nur wurde das Playoff nicht wie in der Vorsaison mit 16 Mannschaften gespielt, sondern mit acht Teams. Die Mannschaften auf den Plätzen drei bis fünf der Aufstiegsrunde und alle Gruppenersten aller Abstiegsgruppen sollten im K.-o.-System den dritten und letzten Aufsteiger ausspielen. Die Playoffs wurden zum Ende der Gruppenphase in einer für alle acht Mannschaften neutralen Stadt ausgetragen.
Zu Saisonbeginn waren zu den von der vorherigen Saison verbleibenden 38 Mannschaften die drei Absteiger aus der 2. Lig Mersin İdman Yurdu, Yimpaş Yozgatspor, Dardanelspor, die neun Neulinge Etimesgut Şekerspor, Fethiyespor, Zeytinburnuspor, Gebzespor, Keçiörengücü, Arsinspor, Tokatspor, Erzincanspor, Gaskispor hinzugekommen. Die Neulinge waren aus der TFF 3. Lig aufgestiegen.
Die Saison beendete Boluspor als Meister und schaffte damit nach siebenjähriger Abstinenz wieder die Teilnahme an der zweithöchsten türkischen Spielklasse. Den 2. Tabellenplatz belegten Kartalspor und erreichte damit den Aufstieg in die 2. Lig A Kategorisi. Die Play-Offs wurden als neutrale Stadt in Bursa durchgeführt und unter den Mannschaften Adana Demirspor, Alanyaspor, MKE Kırıkkalespor, Etimesgut Şekerspor, Marmaris Belediye Gençlikspor, KDÇ Karabükspor, Giresunspor und Kahramanmaraşspor gespielt. Im Play-off-Finale setzte sich Giresunspor mit 5:1 gegen Adana Demirspor durch und erzielte nach achtjähriger Abstinenz wieder die Teilnahme an der 2. Lig A Kategorisi. Als Absteiger standen zum Saisonende Yalovaspor, Oyak Renault SK (Gruppe 1), Nazilli Belediyespor, Muğlaspor (Gruppe 2), Keçiörengücü, Darıca Gençlerbirliği (Gruppe 3), Tokatspor, Ünyespor (Gruppe 4) und Siirtspor, Cizrespor (Gruppe 5) fest.
Zum Saisonstart änderten Ankara Şekerspor seinen Vereinsnamen in Etimesgut Şekerspor und Yozgatspor in Yimpaş Yozgatspor um.

## Qualifikationsrunde

### Gruppe 1
| Pl. | Verein                  | Sp. | S | U | N  | Tore    | Diff. | Punkte |
| --- | ----------------------- | --- | - | - | -- | ------- | ----- | ------ |
| 1.  | Sarıyer SK              | 18  | 9 | 4 | 5  | 026:190 | +7    | 31     |
| 2.  | Küçükköyspor            | 18  | 7 | 8 | 3  | 021:190 | +2    | 29     |
| 3.  | Eyüpspor                | 18  | 8 | 5 | 5  | 024:160 | +8    | 29     |
| 4.  | Etimesgut Şekerspor (N) | 18  | 7 | 7 | 4  | 027:220 | +5    | 28     |
| 5.  | İnegölspor              | 18  | 8 | 2 | 8  | 030:220 | +8    | 26     |
| 6.  | Dardanelspor (A)        | 18  | 6 | 6 | 6  | 021:240 | −3    | 24     |
| 7.  | Güngören Belediyespor   | 18  | 6 | 6 | 6  | 020:230 | −3    | 24     |
| 8.  | Yalovaspor              | 18  | 5 | 5 | 8  | 022:230 | −1    | 20     |
| 9.  | Fatih Karagümrük SK     | 18  | 4 | 7 | 7  | 014:220 | −8    | 19     |
| 10. | Oyak Renault SK         | 18  | 3 | 4 | 11 | 014:290 | −15   | 13     |

Platzierungskriterien: 1. Punkte – 2. Direkter Vergleich (Punkte, Tordifferenz, geschossene Tore) – 3. Tordifferenz – 4. geschossene Tore

| (A) | Absteiger aus der 2. Lig 2005/06         |
| (N) | Neuaufsteiger aus der TFF 3. Lig 2005/06 |

### Gruppe 2
| Pl. | Verein                        | Sp. | S  | U | N  | Tore    | Diff. | Punkte |
| --- | ----------------------------- | --- | -- | - | -- | ------- | ----- | ------ |
| 1.  | Tarsus İdman Yurdu            | 18  | 11 | 4 | 3  | 040:230 | +17   | 37     |
| 2.  | Alanyaspor                    | 18  | 10 | 6 | 2  | 035:220 | +13   | 36     |
| 3.  | Mersin İdman Yurdu (A)        | 18  | 9  | 2 | 7  | 026:250 | +1    | 29     |
| 4.  | Marmaris Belediye Gençlikspor | 18  | 7  | 7 | 4  | 028:260 | +2    | 28     |
| 5.  | Bucaspor                      | 18  | 8  | 4 | 6  | 024:220 | +2    | 28     |
| 6.  | Turgutluspor                  | 18  | 4  | 7 | 7  | 029:290 | ±0    | 19     |
| 7.  | Nazilli Belediyespor          | 18  | 5  | 4 | 9  | 023:320 | −9    | 19     |
| 8.  | Izmirspor                     | 18  | 5  | 4 | 9  | 020:260 | −6    | 19     |
| 9.  | Muğlaspor                     | 18  | 4  | 5 | 9  | 020:290 | −9    | 17     |
| 10. | Fethiyespor (N)               | 18  | 4  | 3 | 11 | 017:280 | −11   | 15     |

Platzierungskriterien: 1. Punkte – 2. Direkter Vergleich (Punkte, Tordifferenz, geschossene Tore) – 3. Tordifferenz – 4. geschossene Tore

| (A) | Absteiger aus der 2. Lig 2005/06         |
| (N) | Neuaufsteiger aus der TFF 3. Lig 2005/06 |

### Gruppe 3
| Pl. | Verein                | Sp. | S | U | N  | Tore    | Diff. | Punkte |
| --- | --------------------- | --- | - | - | -- | ------- | ----- | ------ |
| 1.  | Kartalspor            | 18  | 9 | 5 | 4  | 025:170 | +8    | 32     |
| 2.  | Boluspor              | 18  | 9 | 5 | 4  | 036:270 | +9    | 32     |
| 3.  | KDÇ Karabükspor       | 18  | 8 | 4 | 6  | 023:200 | +3    | 28     |
| 4.  | Çankırı Belediyespor  | 18  | 8 | 4 | 6  | 018:190 | −1    | 28     |
| 5.  | Zeytinburnuspor (N)   | 18  | 6 | 8 | 4  | 024:200 | +4    | 26     |
| 6.  | Maltepespor           | 18  | 7 | 5 | 6  | 021:250 | −4    | 26     |
| 7.  | Pendikspor            | 18  | 5 | 8 | 5  | 022:190 | +3    | 23     |
| 8.  | Gebzespor (N)         | 18  | 6 | 4 | 8  | 023:210 | +2    | 22     |
| 9.  | Keçiörengücü (N)      | 18  | 3 | 8 | 7  | 021:270 | −6    | 17     |
| 10. | Darıca Gençlerbirliği | 18  | 1 | 5 | 12 | 012:300 | −18   | 08     |

Platzierungskriterien: 1. Punkte – 2. Direkter Vergleich (Punkte, Tordifferenz, geschossene Tore) – 3. Tordifferenz – 4. geschossene Tore

| (N) | Neuaufsteiger aus der TFF 3. Lig 2005/06 |

### Gruppe 4
| Pl. | Verein                | Sp. | S | U | N  | Tore    | Diff. | Punkte |
| --- | --------------------- | --- | - | - | -- | ------- | ----- | ------ |
| 1.  | MKE Kırıkkalespor     | 18  | 9 | 6 | 3  | 025:170 | +8    | 33     |
| 2.  | Arsinspor (N)         | 18  | 9 | 4 | 5  | 026:190 | +7    | 31     |
| 3.  | Giresunspor           | 18  | 9 | 4 | 5  | 034:230 | +11   | 31     |
| 4.  | Pazarspor             | 18  | 9 | 3 | 6  | 034:210 | +13   | 30     |
| 5.  | Yimpaş Yozgatspor (A) | 18  | 8 | 4 | 6  | 022:180 | +4    | 28     |
| 6.  | Ünyespor              | 18  | 8 | 1 | 9  | 021:230 | −2    | 25     |
| 7.  | Yeni Kırşehirspor     | 18  | 6 | 5 | 7  | 017:200 | −3    | 23     |
| 8.  | Tokatspor (N)         | 18  | 5 | 4 | 9  | 019:230 | −4    | 19     |
| 9.  | Erzincanspor (N)      | 18  | 5 | 3 | 10 | 016:310 | −15   | 18     |
| 10. | Erzurumspor           | 18  | 3 | 4 | 11 | 014:330 | −19   | 13     |

Platzierungskriterien: 1. Punkte – 2. Direkter Vergleich (Punkte, Tordifferenz, geschossene Tore) – 3. Tordifferenz – 4. geschossene Tore

| (A) | Absteiger aus der 2. Lig 2005/06         |
| (N) | Neuaufsteiger aus der TFF 3. Lig 2005/06 |

### Gruppe 5
| Pl. | Verein                 | Sp. | S | U  | N  | Tore    | Diff. | Punkte |
| --- | ---------------------- | --- | - | -- | -- | ------- | ----- | ------ |
| 1.  | Adana Demirspor        | 18  | 9 | 7  | 2  | 033:150 | +18   | 34     |
| 2.  | Şanlıurfaspor          | 18  | 8 | 6  | 4  | 023:170 | +6    | 30     |
| 3.  | Kahramanmaraşspor      | 18  | 8 | 5  | 5  | 016:150 | +1    | 29     |
| 4.  | Hatayspor              | 18  | 6 | 8  | 4  | 018:150 | +3    | 26     |
| 5.  | Şanlıurfa Belediyespor | 18  | 4 | 10 | 4  | 026:260 | ±0    | 22     |
| 6.  | Adıyamanspor           | 18  | 5 | 5  | 8  | 018:220 | −4    | 20     |
| 7.  | İskenderun DÇ          | 18  | 6 | 2  | 10 | 020:230 | −3    | 20     |
| 8.  | Gaskispor (N)          | 18  | 5 | 5  | 8  | 023:330 | −10   | 20     |
| 9.  | Cizrespor              | 18  | 4 | 8  | 6  | 021:280 | −7    | 20     |
| 10. | Siirtspor              | 18  | 4 | 6  | 8  | 019:230 | −4    | 18     |

Platzierungskriterien: 1. Punkte – 2. Direkter Vergleich (Punkte, Tordifferenz, geschossene Tore) – 3. Tordifferenz – 4. geschossene Tore

| (N) | Neuaufsteiger aus der TFF 3. Lig 2005/06 |

## Aufstiegsrunde
| Pl. | Verein             | Sp. | S | U | N  | Tore    | Diff. | Punkte |
| --- | ------------------ | --- | - | - | -- | ------- | ----- | ------ |
| 1.  | Boluspor           | 18  | 9 | 6 | 3  | 027:110 | +16   | 33     |
| 2.  | Kartalspor         | 18  | 8 | 7 | 3  | 024:120 | +12   | 31     |
| 3.  | Adana Demirspor    | 18  | 8 | 7 | 3  | 029:210 | +8    | 31     |
| 4.  | Alanyaspor         | 18  | 6 | 9 | 3  | 027:250 | +2    | 27     |
| 5.  | MKE Kırıkkalespor  | 18  | 7 | 5 | 6  | 022:180 | +4    | 26     |
| 6.  | Tarsus İdman Yurdu | 18  | 7 | 4 | 7  | 022:200 | +2    | 25     |
| 7.  | Arsinspor (N)      | 18  | 5 | 6 | 7  | 018:350 | −17   | 21     |
| 8.  | Küçükköyspor       | 18  | 4 | 5 | 9  | 018:290 | −11   | 17     |
| 9.  | Şanlıurfaspor      | 18  | 4 | 4 | 10 | 024:300 | −6    | 16     |
| 10. | Sarıyer SK         | 18  | 3 | 5 | 10 | 023:330 | −10   | 14     |

Platzierungskriterien: 1. Punkte – 2. Direkter Vergleich (Punkte, Tordifferenz, geschossene Tore) – 3. Tordifferenz – 4. geschossene Tore

| (N) | Neuaufsteiger aus der TFF 3. Lig 2005/06 |

## Abstiegsrunde
Die Ergebnisse aus der Qualifikationsrunde wurden mit eingerechnet.

### Gruppe 1
| Pl. | Verein                  | Sp. | S  | U  | N  | Tore    | Diff. | Punkte |
| --- | ----------------------- | --- | -- | -- | -- | ------- | ----- | ------ |
| 1.  | Etimesgut Şekerspor (N) | 32  | 15 | 13 | 4  | 054:360 | +18   | 58     |
| 2.  | Eyüpspor                | 32  | 14 | 10 | 8  | 042:290 | +13   | 52     |
| 3.  | İnegölspor              | 32  | 13 | 7  | 12 | 049:390 | +10   | 46     |
| 4.  | Güngören Belediyespor   | 32  | 12 | 10 | 10 | 042:400 | +2    | 46     |
| 5.  | Fatih Karagümrük SK     | 32  | 10 | 10 | 12 | 042:490 | −7    | 40     |
| 6.  | Dardanelspor (A)        | 32  | 9  | 11 | 12 | 036:430 | −7    | 38     |
| 7.  | Yalovaspor              | 32  | 9  | 7  | 16 | 040:520 | −12   | 34     |
| 8.  | Oyak Renault SK         | 32  | 4  | 8  | 20 | 030:560 | −26   | 20     |

Platzierungskriterien: 1. Punkte – 2. Direkter Vergleich (Punkte, Tordifferenz, geschossene Tore) – 3. Tordifferenz – 4. geschossene Tore

| (A) | Absteiger aus der 2. Lig 2005/06         |
| (N) | Neuaufsteiger aus der TFF 3. Lig 2005/06 |

### Gruppe 2
| Pl. | Verein                        | Sp. | S  | U  | N  | Tore    | Diff. | Punkte |
| --- | ----------------------------- | --- | -- | -- | -- | ------- | ----- | ------ |
| 1.  | Marmaris Belediye Gençlikspor | 32  | 11 | 14 | 7  | 041:350 | +6    | 47     |
| 2.  | Bucaspor                      | 32  | 12 | 10 | 10 | 044:440 | ±0    | 46     |
| 3.  | Mersin İdman Yurdu (A)        | 32  | 11 | 10 | 11 | 041:450 | −4    | 43     |
| 4.  | Fethiyespor (N)               | 32  | 10 | 8  | 14 | 039:430 | −4    | 38     |
| 5.  | Izmirspor                     | 32  | 9  | 10 | 13 | 041:440 | −3    | 37     |
| 6.  | Turgutluspor                  | 32  | 7  | 15 | 10 | 044:420 | +2    | 36     |
| 7.  | Nazilli Belediyespor          | 32  | 9  | 9  | 14 | 036:530 | −17   | 36     |
| 8.  | Muğlaspor                     | 32  | 7  | 12 | 13 | 039:490 | −10   | 33     |

Platzierungskriterien: 1. Punkte – 2. Direkter Vergleich (Punkte, Tordifferenz, geschossene Tore) – 3. Tordifferenz – 4. geschossene Tore

| (A) | Absteiger aus der 2. Lig 2005/06         |
| (N) | Neuaufsteiger aus der TFF 3. Lig 2005/06 |

### Gruppe 3
| Pl. | Verein                | Sp. | S  | U  | N  | Tore    | Diff. | Punkte |
| --- | --------------------- | --- | -- | -- | -- | ------- | ----- | ------ |
| 1.  | KDÇ Karabükspor       | 32  | 17 | 6  | 9  | 037:280 | +9    | 57     |
| 2.  | Çankırı Belediyespor  | 32  | 12 | 13 | 7  | 041:310 | +10   | 49     |
| 3.  | Zeytinburnuspor (N)   | 32  | 12 | 7  | 13 | 043:370 | +6    | 43     |
| 4.  | Maltepespor           | 32  | 11 | 7  | 14 | 028:400 | −12   | 40     |
| 5.  | Pendikspor            | 32  | 10 | 10 | 12 | 035:480 | −13   | 40     |
| 6.  | Gebzespor (N)         | 32  | 9  | 12 | 11 | 040:410 | −1    | 39     |
| 7.  | Keçiörengücü (N)      | 32  | 9  | 10 | 13 | 042:430 | −1    | 37     |
| 8.  | Darıca Gençlerbirliği | 32  | 6  | 9  | 17 | 036:510 | −15   | 27     |

Platzierungskriterien: 1. Punkte – 2. Direkter Vergleich (Punkte, Tordifferenz, geschossene Tore) – 3. Tordifferenz – 4. geschossene Tore

| (N) | Neuaufsteiger aus der TFF 3. Lig 2005/06 |

### Gruppe 4
| Pl. | Verein                | Sp. | S  | U  | N  | Tore    | Diff. | Punkte |
| --- | --------------------- | --- | -- | -- | -- | ------- | ----- | ------ |
| 1.  | Giresunspor           | 32  | 16 | 7  | 9  | 059:400 | +19   | 55     |
| 2.  | Pazarspor             | 32  | 12 | 9  | 11 | 052:420 | +10   | 45     |
| 3.  | Yeni Kırşehirspor     | 32  | 12 | 9  | 11 | 037:370 | ±0    | 45     |
| 4.  | Yimpaş Yozgatspor (A) | 32  | 10 | 10 | 12 | 033:380 | −5    | 40     |
| 5.  | Erzurumspor           | 32  | 11 | 7  | 14 | 041:560 | −15   | 40     |
| 6.  | Erzincanspor (N)      | 32  | 11 | 6  | 15 | 033:450 | −12   | 39     |
| 7.  | Tokatspor (N)         | 32  | 10 | 9  | 13 | 033:340 | −1    | 39     |
| 8.  | Ünyespor              | 32  | 9  | 7  | 16 | 033:440 | −11   | 34     |

Platzierungskriterien: 1. Punkte – 2. Direkter Vergleich (Punkte, Tordifferenz, geschossene Tore) – 3. Tordifferenz – 4. geschossene Tore

| (A) | Absteiger aus der 2. Lig 2005/06         |
| (N) | Neuaufsteiger aus der TFF 3. Lig 2005/06 |

### Gruppe 5
| Pl. | Verein                 | Sp. | S  | U  | N  | Tore    | Diff. | Punkte |
| --- | ---------------------- | --- | -- | -- | -- | ------- | ----- | ------ |
| 1.  | Kahramanmaraşspor      | 32  | 13 | 10 | 9  | 034:300 | +4    | 49     |
| 2.  | İskenderun DÇ          | 32  | 14 | 6  | 12 | 036:310 | +5    | 48     |
| 3.  | Hatayspor              | 32  | 10 | 14 | 8  | 028:250 | +3    | 44     |
| 4.  | Gaskispor (N)          | 32  | 12 | 8  | 12 | 041:520 | −11   | 44     |
| 5.  | Şanlıurfa Belediyespor | 32  | 9  | 16 | 7  | 042:400 | +2    | 43     |
| 6.  | Adıyamanspor           | 32  | 11 | 9  | 12 | 038:380 | ±0    | 42     |
| 7.  | Siirtspor              | 32  | 9  | 7  | 16 | 034:390 | −5    | 34     |
| 8.  | Cizrespor              | 32  | 4  | 11 | 17 | 027:490 | −22   | 23     |

Platzierungskriterien: 1. Punkte – 2. Direkter Vergleich (Punkte, Tordifferenz, geschossene Tore) – 3. Tordifferenz – 4. geschossene Tore

| (N) | Neuaufsteiger aus der TFF 3. Lig 2005/06 |

## Play-offs
Viertelfinale
| Datum                     |                       | Ergebnis              |                     | Stadion               |
| ------------------------- | --------------------- | --------------------- | ------------------- | --------------------- |
| 21. Mai 2007 um 16:00 Uhr | Alanyaspor            | 3:1                   | MKE Kırıkkalespor   | Bursa-Atatürk-Stadion |
| 21. Mai 2007 um 19:00 Uhr | KDÇ Karabükspor       | 1:4                   | Adana Demirspor     | Bursa-Atatürk-Stadion |
| 22. Mai 2007 um 16:00 Uhr | Giresunspor           | 3:1                   | Kahramanmaraşspor   | Bursa-Atatürk-Stadion |
| 22. Mai 2007 um 19:00 Uhr | Marmaris Belediye GSK | 0:0 n. V. (5:4 i. E.) | Etimesgut Şekerspor | Bursa-Atatürk-Stadion |

Halbfinale
| Datum                     |             | Ergebnis              |                       | Stadion               |
| ------------------------- | ----------- | --------------------- | --------------------- | --------------------- |
| 23. Mai 2007 um 17:00 Uhr | Alanyaspor  | 0:0 n. V. (2:4 i. E.) | Adana Demirspor       | Bursa-Atatürk-Stadion |
| 24. Mai 2007 um 17:00 Uhr | Giresunspor | 1:1 n. V. (4:2 i. E.) | Marmaris Belediye GSK | Bursa-Atatürk-Stadion |

Finale
| Adana Demirspor                                            | Adana Demirspor | Giresunspor | Giresunspor |
| ---------------------------------------------------------- | --- | --- | ----------- |
| Adana Demirspor                                            | \| Play-off-Finale \| \| 26. Mai 2007 um 19:00 Uhr in Bursa (Bursa-Atatürk-Stadion) \| \| Ergebnis: 1:5 (1:1) \| \| Schiedsrichter: Cem Deda \| \| Spielbericht \|                                                                                      | \| Play-off-Finale \| \| 26. Mai 2007 um 19:00 Uhr in Bursa (Bursa-Atatürk-Stadion) \| \| Ergebnis: 1:5 (1:1) \| \| Schiedsrichter: Cem Deda \| \| Spielbericht \|                                                                                      | Giresunspor |
| Adana Demirspor                                            | Ergin Altay (71. Erdal Elgörmüş) – Çetin Kılıç, Ünsal Aka, Erman Yıldırım – Serkan Sevinç, Murat Salar (54. Abdullah Kasım Aras), Fatih Sezer, Mehmet Deliorman – Serkan Turhan, Özgür Nasuh, Ali Ölmez (37. Ramazan Altıntepe) Cheftrainer: Davut Uçak | Soner Şahin – Levent Demiray, Fırat Sezer (89. Zafer Ekici), Emre Karaman – Ziya Akçeken, Cem Karahan, Mustafa Ümit Temel, Serdar Üçüncü – Ümit Teke, Mehmet Zengin (74. Hakan Kaya), Burak Denizli (83. Serhat Pamukçi) Cheftrainer: Musa Cengiz Demir | Giresunspor |
| Adana Demirspor                                            | 1:1 Serkan Turhan (24.) | 0:1 Mehmet Zengin (7.) 1:2 Serdar Üçüncü (52.) 1:3 Mehmet Zengin (55.) 1:4 Ümit Teke (55.) 1:5 Ümit Teke (55.) | Giresunspor |
| Adana Demirspor                                            | Çetin Kılıç (42.), Fatih Sezer (61.), Ramazan Altıntepe (82.), Mehmet Deliorman (87.) | Soner Şahin (61.) | Giresunspor |
| Adana Demirspor                                            | Cem Karahan (88.) | | Giresunspor |
| Adana Demirspor                                            | Giresunspor ist durch diesen Sieg in die 2. Lig A Kategorisi aufgestiegen. | | Giresunspor |
| Play-off-Finale                                            | | |             |
| 26. Mai 2007 um 19:00 Uhr in Bursa (Bursa-Atatürk-Stadion) | | |             |
| Ergebnis: 1:5 (1:1)                                        | | |             |
| Schiedsrichter: Cem Deda                                   | | |             |
| Spielbericht                                               | | |             |